# Guillaume le Maréchal
Ne doit pas être confondu avec Guillaume le Maréchal (2e comte de Pembroke) ou Guillaume le Maréchal ou Le meilleur chevalier du monde.
Pour les articles homonymes, voir Le Maréchal, William Marshall et Marshall.
Guillaume le Maréchal (Willame li Mareschal en ancien normand, William Marshal en anglais), né vers 1146 et mort le 14 mai 1219 à Caversham, 1er comte de Pembroke, est un chevalier anglo-normand de langue française et un tournoyeur réputé. Il est décrit comme « le meilleur chevalier du monde » dans le manuscrit Histoire de Guillaume le Maréchal, rédigé peu après sa mort.
Guillaume participe à cinq batailles au cours de sa vie, chose rare car l'on considère qu'un chevalier ayant survécu à deux batailles est un vétéran aguerri.
Sa devise est « Dieu aide le Maréchal » et ses armes sont « parti d'or et de sinople, au lion de gueules brochant sur le tout ».

## Biographie
Chevalier anglo-normand, il est le fils né en Angleterre de Jean le Maréchal et de Sybille de Salisbury, sa seconde épouse. Le surnom de Maréchal remonte à son grand-père Gilbert le Maréchal, maréchal de la cour du roi Henri Ier Beauclerc, charge familiale héréditaire.
Guillaume fait son apprentissage en Normandie avec Guillaume de Tancarville, qui est le cousin de sa mère, chambellan d'Angleterre, les Tancarville assurant la charge héréditaire de chambellans en chef du duc de Normandie. Il entre ensuite au service de Patrice de Salisbury, son oncle maternel. Il se fait remarquer, en 1168, en défendant vaillamment Aliénor d'Aquitaine, dont le convoi qu'il escorte est attaqué, près de Poitiers, par le seigneur de Lusignan. Son oncle meurt au cours de l'affrontement et Guillaume est grièvement blessé, avant d'être emmené comme otage. Aliénor paie sa rançon et lui fait donner un équipement de chevalier,.  
Pour cet acte de bravoure, Guillaume le Maréchal est chargé par la suite de l'éducation d'Henri le Jeune (mort en 1183). Il devient son « maître en chevalerie ». En 1173, Guillaume « ceint à nouveau de l'épée et embrasse » le jeune roi (qui a déjà été adoubé par son père en 1170, lors de son premier couronnement).
En 1173-1174, il le suit dans la révolte de celui-ci contre son père Henri II d'Angleterre. Pendant plusieurs années, il mène une bande de chevaliers réunis autour du jeune roi de tournoi en tournoi dans le Nord de la France actuelle.
En 1182, toujours célibataire, « bachelier », il fait partie des « jeunes » (juventus) de la maison militaire d'Henri le Jeune et jouit d'une très grande faveur auprès de ce dernier. Cinq chevaliers de cette même mesnie, jaloux du Maréchal, ourdissent un complot en vue de le perdre auprès du jeune roi, et font courir une rumeur d'adultère avec la jeune reine Marguerite.  Sur fond de rivalité entre Normands et Anglo-Normands lors des tournois : « Nous sommes tous abâtardis, si nous nous laissons damer le pion par cet Anglais » ;  la calomnie est bientôt portée devant Henri le jeune. Guillaume quitte la cour, mais est finalement rappelé par le jeune roi, quelques semaines plus tard.
À la mort d'Henri le Jeune, le 11 juin 1183,  il escorte son corps à Rouen où il va être enterré en la cathédrale Notre-Dame. Puis il part deux ans en croisade en Terre sainte. C'est là qu'il prend la décision d'être enterré chez les templiers. Il est de retour en 1187, quelque temps avant la défaite de Hattin. Bien qu'il n'existe aucun document d'époque en référence à cette période, les techniques de construction des châteaux employées par Guillaume le Maréchal principalement à Pembroke montrent qu'elles ont été inspirées par ce qu'il a observé en Terre Sainte.
Le roi Henri II le prend alors à son service. Il lui accorde le fief de Cartmel dans le Lancashire. Il est l'un des derniers fidèles du vieux roi dans la lutte de ce dernier contre ses fils, au premier chef desquels le jeune Richard Cœur de Lion.
Henri II lui avait promis la « pucelle de Striguil », promesse confirmée par Richard Cœur de Lion. En 1189, à 44 ans, il épouse donc Isabelle de Clare (née vers 1172 – 1220), âgée de 16 ans, fille de Richard de Clare dit Strongbow (mort en 1176), comte de Pembroke et de Buckingham.
Isabelle était la petite-fille de Diarmait MacMurrough, roi de Leinster, et aussi l'arrière-petite-fille de Robert de Beaumont, comte de Meulan, et de sa deuxième épouse Élisabeth de Vermandois, de la maison capétienne. Isabelle lui apporte tous ses titres et terres : le comté de Pembroke, la moitié de l'honneur Longueville et près du quart de l'Irlande.
Régent d'Angleterre, il part guerroyer le 20 mai 1217 contre des barons anglais révoltés alliés aux troupes françaises du dauphin Louis lors de la bataille de Lincoln. Pourtant septuagénaire, il y combat et tue le jeune comte Thomas du Perche âgé d'une vingtaine d'années seulement.
Le grand chevalier meurt le 14 mai 1219. Sur son lit de mort, ad succurrendum, il remet son corps à l'ordre du Temple et revêt le manteau blanc à croix rouge des templiers. Il déplore enfin que les gens d'Église ne comprennent pas la morale de la chevalerie. S'il reconnait avoir capturé, au cours de sa vie, au moins cinq cents chevaliers dont il s'est « approprié les armes, les chevaux, les harnais », il en fait repentance devant l'assemblée réunie, et espère que cela ne lui coutera pas son salut,.  Sa femme Isabelle meurt un an plus tard.
C'est en apprenant la nouvelle de sa mort que son ennemi et suzerain, le roi de France Philippe Auguste, demande aux chevaliers de sa cour de porter un toast à la mémoire de son plus formidable adversaire, en lequel Guillaume des Barres reconnut le « meilleur chevalier du monde ».
L'écuyer de Guillaume le Maréchal, Jean d'Early (ou Johan d'Erlée), était son plus proche compagnon de bataille. À la demande du fils aîné de Guillaume, « qui en supporta tout le coût », Il narrera les histoires du chevalier à Jean le Trouvère, qui rédigea la chanson de Guillaume, sa biographie.

## Famille et descendance

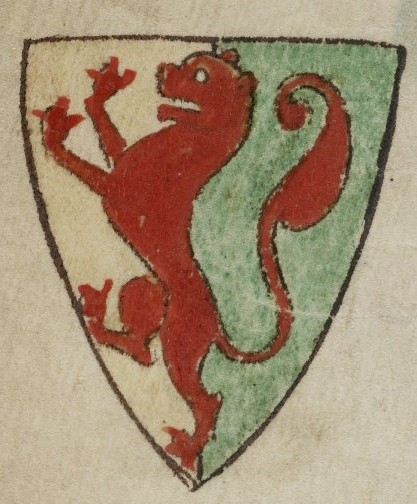
Blason de Guillaume le Maréchal.

### Famille
Il épousa Isabelle de Clare (vers 1171 – 1220), fille de Richard de Clare dit Strongbow (mort en 1176), comte de Pembroke et d'Aoife MacMurrough. La famille Clare est originaire d'Orbec dans le Pays d'Auge (Normandie). Par ce mariage, Guillaume reçoit les seigneuries d'Orbec et de Bienfaite en dot. Ils ont cinq fils et cinq filles qui atteignent tous l'âge adulte :
- Guillaume dit le Jeune (1190-1231), 2e comte de Pembroke. Époux d'Aliénor d'Angleterre (1215-1275), fille cadette du roi d'Angleterre Jean Ier. Elle sera ensuite l'épouse de Simon V de Montfort. Sans descendance ;
- Richard (1191-1234), 3e comte de Pembroke, qui héritera des terres paternelles de l'honneur de Longueville. Mort des suites d'une blessure reçue au combat à Kilkelly, Irlande. Sans descendance ;
- Gilbert (1197-1241), ecclésiastique, 4e comte de Pembroke. Sort de l'état ecclésiastique afin d'hériter et d'engendrer, périt d'une chute de cheval. Sans descendance ;
- Gauthier (1199 - novembre 1245), 5e comte de Pembroke. Sans descendance ;
- Anseau ou Anselme (1208 - décembre 1245), 6e comte de Pembroke. Sans descendance ;
- Maud (1194-1248), épouse d'Hugues Bigot qui deviendra 3e comte de Norfolk, puis épouse de Guillaume IV de Warenne, 5e comte de Surrey ;
- Isabelle (1200-1240), épouse de Gilbert de Clare, 5e comte d'Hertford et 6e de Gloucester ; puis elle épouse Richard de Cornouailles, comte de Cornouailles puis roi des Romains, frère cadet du roi Henri III d'Angleterre ;
- Sybille (1201-1245), épouse de Guillaume de Ferrières, comte de Derby ;
- Ève (1203-1246), épouse de Guillaume (V) de Briouze, seigneur de Brecknock (mort en 1230 en Galles) ;
- Jeanne (1210-1234) épouse Warin de Munchensy, d'où Jeanne de Montchensy, femme de Guillaume Ier de Valence (de la maison de Lusignan) : succession du comté de Pembroke.

### Descendance
Aucun de ses cinq fils n'engendre de descendance légitime. Ils meurent tous un à un après leur père. À la suite de leurs morts, les vastes domaines de Guillaume le Maréchal sont partagés entre les époux de ses cinq filles.
Étant assez proche du pouvoir (ayant même été régent), Guillaume le Maréchal s'attire les foudres de l'Église d'Angleterre, et plus particulièrement de l'archevêque de Cantorbéry. Celui-ci essaiera de récupérer l'héritage et le titre de Guillaume à sa mort.
Par sa fille Isabelle, Guillaume le Maréchal est l'ancêtre des dynasties écossaises Bruce puis Stuart. Par son autre fille Maude, il est l'ancêtre direct des rois Plantagenets Édouard V et Richard III puis de tous les monarques d'Angleterre à partir d'Henri VIII.

## Guillaume le Maréchal dans la fiction
Bande dessinée
- Guillaume le Maréchal, dessins et scénario adapté par Jean-Marie Ruffieux d'après Georges Duby, Dargaud, 1987  (ISBN 978-3518578124)

Cinéma
- Dans les films Le Lion en hiver  de Anthony Harvey (1968) et Robin des Bois de Ridley Scott (2010), Guillaume le Maréchal apparaît comme un important personnage secondaire au service d'Henri II d'Angleterre, puis dans ses fonctions de Maréchal d'Angleterre au service de Richard Cœur de Lion et Jean d'Angleterre.

Jeux vidéo
- Dans le jeu Vampyr, il est décrit comme un ancien chevalier vampire ayant, en plus de ses accomplissements réels, sauvé l'Angleterre d'un désastre vampirique, et ayant un rôle important au travers de l'histoire du jeu.
- Il est présent dans la campagne du jeu vidéo Age of Empires IV.

## Biographies
La biographie de Guillaume le Maréchal émane principalement de l’Histoire de Guillaume le Maréchal, œuvre de 19 214 vers, en couplets rimés octosyllabiques, rédigée par un trouvère « Jean », peu de temps après sa mort à la demande de son fils, en anglo-normand, à partir du témoignage de son écuyer Jean d’Early.
Sa vie a aussi inspiré une célèbre biographie de Georges Duby intitulé Guillaume le Maréchal ou Le meilleur chevalier du monde, parue en 1984, centrée sur sa loyauté à l'égard de ses suzerains ennemis, les rois d'Angleterre et de France, l'ouvrage a été lu par l'historien en une édition audio abrégée à La Bibliothèque des voix.